# جعفر باك
جعفر باك (1928 - 2017)، هو فنان كوميدي جزائري وأحد أعمدة الفكاهة الملقب بسفير الإبتسامة الفنية، واسمه الحقيقي هو عبد القادر شروق المعروف باسم جعفر باك كما سماه رضا فلكي عندما لعب في عرض “ألف ليلة وليلة“ دور الوزير جعفر، 

## حياته
هو من مواليد 27 أكتوبر 1928 بالقصبة، بدأ مسيرته كمغني كوميدي وفكاهي مع نهاية الخمسينات من القرن العشرين، حيث كتب ومثل في العديد من الوصلات الفكاهية، إضافة إلى تأليفه عددا من الأغاني الفكاهية التي ترجمت قناعته الراسخة بأن «الفكاهة هي أنجع وسيلة للتربية والمواطنة». إنضم الفنان إلى صفوف الكشافة الإسلامية الجزائرية منذ ريعان شبابه، ثم التحق بجيش التحرير الوطني الجزائري كممرض حيث كان يعالج المجاهدين الجرحى لينتقل بعدها إلى الفرقة الفنية لجبهة التحرير الوطني الجزائرية بقيادة مصطفى كاتب.

## من أعماله
شارك في الكثير من المسرحيات التي تحث على الكفاح من أجل الاستقلال على غرار:
- «أبناء نوفمبر» و
- «الخالدون».

لينضم بعدها إلى الإذاعة والتلفزيون الوطنيين سنة 1962.
ويملك الفنان في رصيده الفني العديد من الوصلات الفكاهية (السكاتشات) من أهمها: «البيروقراطية»
كما أنشأ حصصا إذاعية وتلفزيونية من بينها: «البشاشة» و«منكم وإليكم».

## وفاته
توفي يوم 31 يناير 2017 بمستشفى بوقاسمي الطيب، بزرالدة العاصمة، عن عمر ناهز الـ90 عاما، بعد صراع مع المرض ألزمه فراش المرض لمدة طويلة، وذلك حسبما أفادت به وكالة الأنباء الجزائرية. واقيمت مراسيم الجنازة الراحل يوم رحيله بعد صلاة الظهر بمقبرة واد الرومان ببلدية العاشور.

## جوائز وتكريم
كُرم جعفر باك في أكثر من مناسبة وطنية من بينها تكريمه التاريخي يوم 9 فبراير 2017 من طرف الجمعية الفنية للألفية الثالثة برئاسة سيد علي بن سالم، ومؤسسة «أوندا» الفنية التي دائما حاضرة إلى جانب الفنانين المبدعين.